# Espazo Ecosocialista Galego
Espazo Ecosocialista Galego (EEG), conegut com a Ecogaleguistas, és un partit polític gallec que es defineix com a neogalleguista, ecosocialista, plural i obert, i que es constituí el 26 de maig de 2012.
Nasqué com a col·lectiu ciutadà en el context del Moviment 15-M, 1ue entenia com a evidència de la desafecció de la societat cap a l'esquerra i al nacionalisme en particular. Així decidiren començar un treball per tal de valorar els punts comuns de les diferents forces socials i polítiques alineades sota una ideologia esquerrana i renovadora, redefinint el concepte clàssic de partit i coordinar les accions socials existents a Galícia. El procés culmina amb la constitució d'una nova força política galleguista i de caràcter ecosocialista. De cara a les eleccions al Parlament de Galícia de 2012 decidiren inserir-se en la coalició electoral Alternativa Galega de Esquerda.

## Ideologia
Espazo Ecosocialista Galego és una organització d'esquerra verda i nacional que proclama la unitat i col·laboració entre els diferents subjectes polítics i socials per a realitzar un procés de superació del capitalisme. Fa una aposta per la construcció d'un ideari altermundista que provenia de l'acció en xarxa dels nous subjectes de transformació social gallecs: moviments socials, ciutadans i polítics que participen activament en fòrums de reflexió i aliances d'acció.
Basen la construcció del que anomenen "o galeguismo do século XXI" en la sostenibilitat ecològica, la justícia social global, la cultura de la pau i la radicalitat democràtica. Aquesta radicalitat democràtica passa per la concepció republicana de ciutadania activa, participativa i crítica, entesa com un major grau de desenvolupament de la democràcia.
També forma part del seu ideari el feminisme i el pacifisme.

## Història

### Orígens i constitució com a partit
L'origen d'Espazo Ecosocialista Galego es pot remuntar a Iniciativa Ben Común, plataforma que s'inicia a partir de la desafecció ciutadana per la política vigent evidenciada pel 15-M i la gran abstenció, vot nul i en blanc a les eleccions municipals del 22 de maig de 2011 (34,5%). De fet, un dels promotors d'Iniciativa Ben Común fou l'actual coordinador d'Espazo Ecosocialista Galego, Xoán Hermida González.
El 25 de febrer de 2012 es conformà com un nou projecte polític sota el nom d'Espazo Ecogaleguista, iniciativa que derivarà en el naixement del nou partit Espazo Ecosocialista Galego el 26 maig de 2012, després d'un procés de confluència de militants de l'esquerra gallega provinents de diversos moviments socials, sindicals i polítics.

### Fundació de Compromiso por Galicia
En maig de 2012 es va anunciar la creació de Compromiso por Galicia, on hi conflueixen els corrents i partits escindits del BNG a partir de gener d'aquell mateix any. Espazo Ecosocialista Galego fou un dels corrents fundadors d'aquesta nova coalició, junt smb Máis Galiza i Acción Galega.

### De Compromiso por Galicia a Alternativa Galega de Esquerda
El 25 de juliol de 2012, Xosé Manuel Beiras Torrado, en nom d'Anova-Irmandade Nacionalista, convidà a totes les formacions d'esquerra a crear un front comú.
Tot i que es va convidar Compromiso por Galicia a formar part del front, aquesta formació decidí no incorporar-se a la coalició, encara que les seves bases hi votaren positivament.
Es va concretar un front ample sota el nom d'Alternativa Galega de Esquerda sense la participació de Compromiso por Galicia. Això va provocar que Espazo Ecosocialista Galego s'escindís de Compromiso por Galicia per iniciar les converses amb Alternativa Galega de Esquerda. Finalment, passen a formar part de la coalició, amb la qual participaran en les eleccions autonòmiques gallegues de 21 d'octubre de 2012.